# (29779) 1999 CK49
A (29779) 1999 CK49 a Naprendszer kisbolygóövében található aszteroida. A LINEAR projekt keretében fedezték fel 1999. február 10-én.